# Sporting Kansas City II
Sporting Kansas City II, ehemals Swope Park Rangers, ist ein Franchise der Profifußball-Liga MLS Next Pro aus der Metropolregion Kansas City.

## Geschichte
Am 11. August 2015 gab das MLS-Franchise Sporting Kansas City und deren Eigentümergruppe, Sporting Club, bekannt, dass in der Saison 2016 ein eigenes Franchise in der United Soccer League starten soll. Am 22. Oktober 2015 erhielt Sporting Club die Lizenz für ein USL-Franchise und gründete die Swope Park Rangers. Gleichzeitig wird die Mannschaft der offizielle MLS-Partner von Sporting Kansas City. Diese lösten ihre bisherige Partnerschaft mit Oklahoma City Energy. Der Name Swope Park Rangers geht auf den Spitznamen der 2008er Reservemannschaft der Kansas City Wizards (früherer Name von Sporting Kansas City) zurück.
Am 20. November 2015 wurde der kanadische Trainer Marc Dos Santos verpflichtet.
Am 30. September wurde bekannt, dass das Franchise zur Saison 2020 den Namen Sporting Kansas City II annimmt.
Zur Saison 2022 wechselte das Franchise in die neugegründete MLS Next Pro.

## Stadion
- Swope Soccer Village; Kansas City, Missouri (2016–2017, seit 2022)
- Children’s Mercy Park; Kansas City, Kansas (2018–2021)
- Rock Chalk Park; Lawrence, Kansas (seit 2022)